# Carl Probsthayn
Carl David Probsthayn (18. juli 1770 i København – 16. maj 1818 sammesteds) var en dansk maler.
Han var søn af snedkersvend Adam Gottlieb Probsthayn og Christiane Nielsdatter Kronenberg. Han uddannede sig ved Kunstakademiet i København, blev i 1785 elev af modelskolen og vandt i 1787 den lille, i 1789 den store sølvmedalje. På samme tid var han Nicolai Abildgaards elev og hørte tilligemed Heinrich Grosch og C.D. Fritzsch til den unge Bertel Thorvaldsens nærmeste omgangsvenner. I de følgende år udstillede han jævnlig kopier efter ældre mestre, i 1795, som det synes, et originalt "historisk Maleri". Hans tegnestil lå dog tættere på Johannes Wiedewelts end på Abildsgaards. Imidlertid havde han nogle gange forgæves konkurreret til den lille guldmedalje, men da han i 1795 konkurrerede om opgaven Elias opvækker enkens søn, blev den store guldmedalje tilkendt ham, uden at han tidligere havde vundet den lille. Kort efter tilstod Akademiet ham 100 rigsdaler årligt til at studere for (februar 1796); men da han den 4. april samme år blev udnævnt til informator i den første frihåndstegneskole, måtte han atter give afkald på denne understøttelse; året efter rykkede han op til at blive lærer i den anden frihåndstegneskole, og i denne stilling forblev han til sin død.
Af et tilfældig bevaret brev ses det, at han har levet ugift og havde ry for at have opsparet "Midler", som en søster, "der conditionerede hos Grevinde Rosencrone", skulle arve. Men da han døde, den 16. maj 1818, var boets hele masse 11 rigsdalers navneværdi, og søsterens, Sofie Propsthayns hele arv bestod i, at hun måtte udrede omkostningerne ved hans jordefærd med 140 rigsdaler. Han skal være død "i forvildet Tilstand, formedelst at han var gaaet for dybt ind i Tegningen". Han er begravet på Sankt Petri Kirkegård.

## Værker
- Herkules og Omphale, efter Abraham Bloemaert (maleri, 1793)
- Kain og Abel (1794)
- "Et historisk Maleri" (1795)
- Elias opvækker enken af Sareptas søn (1796, store guldmedalje, Kunstakademiet)
- Dameportræt (1792, tidligere Johan Hansens samling)
- Priamos bønfalder Achilles om Hektors lig (tegning, antagelig 1804, Andreas Kallebergs stambog, Thorvaldsens Museum)
- Portræt af Jens Wuldem, kendt fra stik af J.F. Clemens 1814
- "La Cochemar" (radering, Den Kongelige Kobberstiksamling)

Tegninger i Designmuseum Danmark, Kobberstiksamlingen og på Jarlsberg ved Tønsberg, Norge